# Kraljevina Abhazija
Kraljevina Abhazija (Gruz. აფხაზთა სამეფო), također poznata i kao Kraljevstvo Abhaza, je naziv za ranosrednjovjekovnu državu na Zakavkazju kojoj je prijestolnica bio grad Anakopija (današnji Novi Atos) u Abhaziji. Postojala je, ispočetka kao bizantski vazal, a potom kao nezavisni entitet od oko 8. stoljeća do početka 11. stoljeća kada se preko dinastijskih brakova s bagratidskom dinastijom utopila u gruzijsku državu Tao-Klardžeti.
Problem Abhaskog kraljevstva, osobito o prirodi vladajućih obitelji i etničkog sastava, glavna je točka prijepora između gruzijskih i abhaskih znanstvenika. To se može objasniti nedostatkom primarnih izvora po tom pitanju. Većina abhaških povjesničara tvrde da je kraljevstvo nastalo kao rezultat konsolidacije ranih abhaških plemena, koja im omogućuje da prošire svoju moć nad susjednim područjima. No s tim se ne slažu gruzijski povjesničari, koji tvrde da je kraljevstvo bilo kompletno gruzijsko.
Većina međunarodnih znanstvenika se slažu da je izuzetno teško procijeniti etnički identitet različitih segmenata stanovništva prvenstveno zbog činjenice da su se koristili termini "Abhazija" i "Abhazi" u širem smislu tijekom tog razdoblja, a u praktične svrhe taj naziv pokriva sve stanovnike uključujući i Gruzijeće i moguće moderne Abhažane. Značajan je (ako ne i dominirajući) udio stanovništva gruzijskog govornog područja u spregi s abhaškim kraljevima u odbacivanju bizantske političke i kulturne dominacije, što je rezultiralo zamjenom grčkog jezika, kao jezika pismenosti i kulture, onim gruzijskim.

## Rana povijest
Abhazija, ili Abasgija, u klasičnim izvorima, bila je kneževina pod bizantskom vlašću. Prostirala se uglavnom duž obale Crnog mora u sjeverozapadnom dijelu današnje samoproglašene Republike Abhazije i na sjeveru teritorije današnje Krasnodarske oblasti u Rusiji. Glavni grad bila je Anakopija. Abhazijom su vladali arhonti, a država je bila uglavnom kršćanska, a grad Bichvinta je bio sjedište nadbiskupa koji je bio direktno podređen carigradskom patrijarhu. Još jedno abgaško nadbiskupsko sjedište je bilo Soteropolis. 736. godine u zemlju upadaju Arapi, ali su ih dizenterija i poplave u kombinaciji s učestalim otporima arhonta Leona I. i njegovih kartlijskih i egriških saveznika, natjerali na povlačenje. Leon I. se oženio kćeri vladara kraljevstva Lazika Mira, a Leon II. iskorištava ovi dinastijsku uniju stekavši Laziku 770.-ih. Vjerojatno smatravši ovu državu sljednicom Kraljvstva Lazika, neki suvremeni gruzijski i armenski kroničari, novo političko uređenje i dalje nazivaju Lazika.
Uspješna obrana od Arapa i nova teritorijalna širenja dali su abhaškim knezovima dovoljno snage tražiti veću autonomiju od Bizanta. Oko 786. godine Leon II. je stekao punu neovisnost uz pomoć turkijskog nomadskog plemena Hazari. Uzeo je titulu kralja Abhazije i prijestolnicu preneo u Kutatisi (današnji Kutaisi) na zapadu Gruzije. Prema gruzijskim analima, Leon je podijelio kraljevstvo na osam vojvodstava zvanih: prava Abhazija, Suhumi, Bedija, Gurija, Rača i Lečhumi, Svaneti, Argveti i Kutatisi.
Najprosperitnije razdoble abhaškog kraljevstva bilo je između 850. i 950. godine. Prema bizantskim izvorima, u prvim godinama 10. stoljeća, Abhazija se pružala uz obale Crnog mora tri stotine grčkih milja, od granica bizantskog distrikta Tema do ušća rijeke Nicopsis. Sve veće ekspanzionističke težnje kraljevstva dovele su do proširenja na istok. Počevši s Đurom I. (872. – 879.), abhaški kraljevi kontrolirali su također i Kartliju (središnji i dio istočne Gruzije) i posredovali su između Gruzijaca i armenskih Bagratuna. Oko 908. godine, car Konstantin III. je anektirao značajan dio Kartlije, dovodeći svoje kraljevstvo u susjedstvo Tbilisuji, koje je bilo pod kontrolom Arapa. Pod njegovim sinom Đurom II., abhaško kraljevstvo doseglo je svoj vrhunac.
Đurini nasljednici nisu bili sposobni održati snagu i integritet kraljevstva. Za vrijeme vladavine Leona III. (960. – 969.), Kahetija i Heretija oslobodile su se abhaške vladavine. Građanski rat i feudalne pubune koje su zadesile vladavinu Demetra III. (969. – 976.) dovele su kraljevinu u potpunu anarhiju za vrijeme Teodozija III. Slijepog. 978. godine, princ Bagrat, nećak Teodozija koji nije imao sinova, zauzeo je abhaško prijestolje uz pomoć Davida III. od Taoa. Po smrti svog oca Gurgena 1008. godine, naslijedio je oba kraljevstva i polaže temelje jedinstvenoj gruzijskoj monarhiji, Kraljevini Gruziji.

## Invazija Seldžuka
Druga polovica 11. stoljeća obilježena je invazijom Seldžuka, koji su do kraja 1040.-ih uspjeli izgraditi ogromno nomadsko carstvo, uključujući većinu Središnje Azije i Irana. 1071. godine Seldžuci su porazili ujeninjene bizantsko-armenske i gruzijske snage u bitkci kod Mancikerta, a do 1081. godine sva Armenija, Anatolija, Mezopotamija, Sirija i većina Gruzije bila je osvojena i poharana od strane Seldžuka.
Samo Abhazija i planinska područja Svaneti, Rača, i Hevi-Hevsureti nisu priznali vrhovnu vlast Seldžuka i služili su rao relativno sigurno utočište za brojne izbjeglice. Do kraja 1099. godine David III. prestao je plaćati danak Seldžucima i stavio je većinu gruzijskih posjeda, osim Tbilisija i Eretija, pod svoju kontrolu. Od 1105. do 1124. gruzijska vojska pod kraljem Davidom poduzela je niz uspješnih pohoda protiv Seldžuka i oslobodili su, ne samo Gruziju, već i područja naseljena kršćanima Ghishi-Kabalu, zapadni Širvan i velik dio Armenije.

## Vladari
- Leon II., 767./68. – 811./12.
- Teodozije II., 811./12. – 837./38.
- Demetro II., 837./38. – 872./73.
- Đuro I., 872./73. – 878./79.
- Ivan Shavliani, 878./79.– oko 880.
- Adarnase Shavliani, oko 880. – 887./88.
- Bagrat I., 887./88. – 898./99.
- Konstantin III., 898./99. – 916./17.
- Đuro II., 916./17. – 960.
- Leon III., 960. – 969.
- Demetro III., 969. – 976.
- Teodozije III., 976. – 978.
- Bagrat II., 978. – 1014.